# Baltic News Service
Baltic News Service (BNS) er et finskejet nyhedsbureau der opererer i Baltikum.
BNS etableredes i april 1990 af en gruppe studenter, og forsøgte at informere korrespondenter i Moskva om udviklingen i de baltiske staters bestræbelser for en faktuel uafhængighed af Sovjetunionen. I løbet af få måneder anerkendtes BNS af talrige vestlige nyhedskilder.
I dag er BNS et holdingselskab for separate organisationer i både Estland, Letland og Litauen. BNS ejes fuldstændigt af Alma Media, en finsk mediegruppe. BNS formidler nyheder på fem sprog via internet og med andre midler. Abonnenter omfatter medier, finansielle, industrielle og offentlige institutioner i de baltiske lande. BNS samarbejder også med Agence France-Presse, Reuters og Interfax.